# Cantone di Avignone-1
Il Cantone di Avignone-1 è una divisione amministrativa dell'arrondissement di Avignone.
È stato istituito a seguito della riforma dei cantoni del 2014, che è entrata in vigore con le elezioni dipartimentali del 2015.
Comprende la parte sudoccidentale della città di Avignone.